# Коченягино
Коченягино — деревня в городском округе Домодедово Московской области.

## География
Находится в южной части Московской области на расстоянии приблизительно 30 км на юг по прямой от железнодорожной станции Домодедово.

## История
Упоминается с 1629 года как «деревня, что было сельцо Коченягино» с 5 дворами.

## Население
Постоянное население составляло 14 человек в 2002 году (русские 93 %), 5 в 2010.